# Johannes Vares
Johannes Vares (12. ledna 1890 Kiisa, Viljandimaa – 29. listopadu 1946 Tallinn) byl estonský spisovatel, publikující pod pseudonymem Johannes Barbarus.
Vystudoval gymnázium v Pärnu a lékařskou fakultu Kyjevské univerzity. Sloužil jako vojenský doktor v carské armádě za první světové války a v estonské armádě za války za nezávislost. Byl mu udělen Kříž svobody, který odmítl přijmout. V době mezi světovými válkami vykonával lékařskou praxi.
V roce 1918 vydal první básnickou sbírku Fata Morgana. Jeho tvorba byla ovlivněna expresionismem a konstruktivismem. Byl členem avantgardní umělecké skupiny Siuru a přispíval do časopisu Looming. Zastával radikálně levicové názory a kritizoval režim Konstantina Pätse.
V červnu 1940 ho Andrej Ždanov dosadil do čela loutkové vlády, která požádala o připojení Estonska k Sovětskému svazu. Po okupaci se Vares stal předsedou prezídia Nejvyššího sovětu Estonské sovětské socialistické republiky a členem Ústředního výboru Komunistické strany Estonska. V letech 1941 až 1944 byl evakuován v Moskvě. Získal titul zasloužilého spisovatele a Leninův řád.
V roce 1946 byl nalezen mrtev ve své rezidenci v Kadriorgu. Pravděpodobně se zastřelil kvůli vyšetřování, které proti němu vedla NKVD.